# Peor imposible
Peor imposible, ¿Qué puede fallar? es una película escrita y dirigida por David Blanco y José Semprún, protagonizada por Elsa Pataky, Víctor Clavijo y Guillermo Toledo, estrenada en 2003. Es una coproducción entre España y Reino Unido, producida por Juan Gordon desde Morena Films.

## Argumento
Miguel es un joven estudiante de física, ingenioso y mordaz, cuyo historial sentimental antes de conocer a su actual novia, Fátima, podría considerarse, siendo generosos, como catastrófico. La desconfianza de Miguel hacia su repentina buena suerte se ve confirmada cuando, poco tiempo después de salir juntos, ella obtiene una beca para marcharse un año a estudiar a Inglaterra. El día del cumpleaños de Miguel, pasados seis meses desde de su separación, ella hace una escapada de unos días para ir a verle, aprovechando las vacaciones de Semana Santa y que los padres de Miguel se han marchado también, como es habitual en esas fechas, a su añorado retiro playero de Santa Pola. Pero la noche previa a la llegada de su novia, Alex, el irresponsable hermano mayor de Miguel, lleva a la casa el esmirriado cadáver del Canijo, uno de los hombres de confianza de un peligroso matón conocido como “el Cubano”. Entre desconcertado y abrumado por la tromba humana que es Alex, Miguel termina por acceder a esconder el cadáver durante unas horas, hasta que su hermano pueda regresar a llevárselo. De este modo, el día del vigésimo cumpleaños de Miguel termina por convertirse en uno de los más largos de su vida.

## Reparto
- Elsa Pataky
- Víctor Clavijo
- Guillermo Toledo
- Eduardo Antuña
- Fernando Chinarro
- Mario Arias
- Paula Echevarría
- Pere Ponce